# 我和X先生第二季：只為遇見你
《我和X先生第二季：只為遇見你》（英語：Be here for you）是《我和X先生》系列劇的第二季，以網路電視劇方式播出，由有個微電影工作室和Blued聯合出品，張文爽執導，周藝博、吳一凡、李感、張培瑜、溫心、王秋翰主演。本劇劇情設定在2008年的夏天到2015年夏天，透過背景及物品呈現，以「時間軸」緊扣劇情。並採用“連續劇+大電影”的形式播出。

2015年11月9日，第二季在優酷平台上線播出，每週更新兩集。

2015年11月27日，電影版在優酷頻道上線播出，影片內容為6集連續劇內容整合。

## 劇情大綱
以2008年的高中校園為背景，故事主要講述了一個單純內向的男孩徐正熙(周藝博 飾)，在16歲高二的那年，意外發現自己對好兄弟陶野(吳一凡 飾)產生了難以言說的感情。在那段青春懵懂的時光裡，以及自己父親的否定下，在好友艾桐(張倍瑜 飾)的陪伴和鼓勵之下，正熙慢慢發現並開始正視自己的情感，即便歷經傷痛但仍勇敢去愛。但所有高中生活中的歡樂美好，都在畢業的那一刻起轟然倒塌。

## 播出時間
| 頻道                          | 所在地 | 播映日期      | 播出時間     |
| ----------------------------- | ------ | ------------- | ------------ |
| 优酷网 （页面存档备份，存于） | 中国   | 2015年11月9日 | 每週五00：00 |

## 演員列表
注意：以下的角色關係透露了不少重要劇情，如劇情發展、一些真相、一些特殊關係等等。

### 主要角色
| 演員   | 角色   | 關係/暱稱 |
| 周藝博 | 徐正熙 | 正熙/熙熙(徐母常用)/ 高二九班學生，2009年畢業 學習委員 功課長期優良 偷偷暗戀著陶野 與陶野、艾桐為出生入死的朋友，為班上三劍客之一 與父親關係長期不合 宋小可之好友 顧雪之情敵 2014年時與趙小布成為情侶 2015年夏天創立微電影工作室 |
| 吳一凡 | 陶野   | 高二九班學生，2009年畢業 與徐正熙、艾桐為出生入死的朋友，為班上三劍客之一 徐正熙之密友 暗戀顧雪，2008年成為情侶，2012年分手 趙小布之情敵並與其不合 2015年夏天結婚                                                                |
| 張倍瑜 | 艾桐   | 高二九班學生，2009年畢業 與徐正熙、陶野為出生入死的朋友，為班上三劍客之一 與顧雪不合 趙小布之好友 |
| 溫心   | 顧雪   | 小雪(陶野常用) 高二九班學生，2009年畢業 班長 與陶野2008年成為情侶，2012年分手 徐正熙的情敵 與艾桐不合 |
| 李感   | 趙小布 | 小布' 高二八班學生，2009年畢業 暗戀徐正熙，2014年時與徐正熙成為情侶 陶野的情敵，並與其不合 艾桐的好友 宋小可的好友 |
| 王秋翰 | 宋小可 | 小可 第一季所延續下來的角色 同校學生，2009年畢業 徐正熙、趙小布的好友 2012年出國 |

### 其他演員
| 演員     | 角色         | 介紹                                                   |
| 亢旭     | 徐爸爸       | 徐正熙父親，經常毆打他                                 |
| 錢沅     | 徐媽媽       | 徐正熙母親                                             |
| 趙小萍   | 班主任       | 高二九班班主任，數學老師                               |
| 張世朋   | 教務主任     | 老頭(陶野、艾桐常用)、抓到陶野和徐正熙逃校，並教訓他們 |
| 李岩韵喆 | 英文老師     |                                                        |
| 田一鳴   | 宋小可男友   | 與宋小可2012年出國                                     |
| 孔杰     | 婚禮司儀     |                                                        |
| 孫彥清   | 陶野妻子     | 最終和陶野結為連理                                     |
| 張文爽   | 高二九班同學 | 大爽、導演飾演同學角色                                 |
| 尹敬旺   | 高二九班同學 | 旺旺、編劇飾演同學角色                                 |

## 網路劇歌曲
| 曲別   | 歌名     | 演唱者 | 作詞   | 作曲   |
| 主題曲 | 他       | 周藝博 | 張文爽 | 周藝博 |
| 片尾曲 | 等你擦肩 | 王真   | 張文爽 | 姚天杰 |
| 插曲   | 雨夢     | 王真   | 張文爽 | 王岳珩 |

## 插曲
| 歌名           | 演唱者       | 備註                               |
| 不能說的秘密   | 周杰倫       | 主角唱出，2007年作品               |
| 稻香           | 周杰倫       | 蛋糕店播出，2007年作品             |
| 甜甜的         | 周杰倫       | 數學課插曲，2008年作品             |
| Super Star     | SHE          | 主角唱出，2003年作品               |
| 北京歡迎你     | 演唱群       | 唱片行播出，2008年作品             |
| 今天妳要嫁給我 | 蔡依林、陶喆 | 唱片行播出，2006年作品             |
| 青春修練手冊   | TFBOYS       | 2014年作品，本劇中與時代不符處     |
| 蒲公英的約定   | 周杰倫       | 陶野餵徐正熙吃糖時插曲，2007年作品 |

## 與時代不同處
本劇中透過背景及物品呈現，以「時間軸」緊扣劇情，其拍攝背景時間從2008年春天至2015年夏天，由劇中的場景及主角使用的東西都可以看出有刻意安排，但仍就出現些許時空背景與物品不符合之處，如同切換片段時出現的月曆應為2015年版本；宋小可於2012年所持的手機大小似乎為iPhone 6；而且2008年趙小布就向徐正熙發簡訊，期間2008年徐正熙所使用的手機與2012年時的已有所不同，簡訊是否可以保留那麼長的時間也是一個問題；2012年同學會的音樂出現2014年的音樂；故事場景到2015年但陶野給徐正熙的喜帖仍是2014年9月21日。